# 1513 Mátra
1513 Mátra este un asteroid din centura principală, descoperit pe 10 martie 1940, de György Kulin.